# Волейбол сидячи
Волейбол сидячи — різновид волейболу для спортсменів з ураженнями опорно-рухового апарату,  паралімпійський вид спорту.

## Правила гри
Як і в класичному волейболі грають команди, що складаються з 6 гравців основного складу і 6 запасних гравців. В основному правила гри відповідають правилам  класичного волейболу. Але є невеликі відмінності:
- розміри майданчика у волейболі сидячи 10 на 6 метрів, розділені сіткою (площа корду однієї з команд 5 на 6 метрів);
- розміри сітки 7 метрів на 80 см. Висота сітки у чоловіків 115 см, у жінок 105 см від підлоги. Основна площа сітки визначається антенами і обмежувальними стрічками;
- довжина аутів 6 метрів з боку лицьової лінії і по 3 метри з боку бічних ліній;
- задня лінія атаки знаходиться в 2-х метрах від центральної лінії.

Крім того є дві істотні відмінності:
1. гравці передньої лінії приймаючої сторони, мають право блокувати подачу;
2. в момент торкання м'яча (особливо на передній лінії) гравець не має права відривати точку опори, тобто сідниці від підлоги.

В іншому: рахунок, заміни, переходи, перерви, гравець «ліберо» та інше, все відповідає правилам класичного волейболу.

## Історія
Волейбол сидячи вперше був представлений у 1956 році в Амстердамі. Гра, розроблена Тамм ван дер Схером і Антоном Алберсом, поєднувала в собі правила волейболу та поширених в  Німеччині,  Нідерландах і  скандинавських країнах  сітбола і фістбол а.
Популярність сітбола і фістбол серед спортсменів з обмеженими можливостями протягом довгого часу була стримуючим фактором на шляху міжнародного визнання сидячого волейболу. Новий етап в розвитку гри почався після оголошення Арнема столицею  VI Паралімпійських ігор і включення волейболу сидячи в програму змагань. У 1979 році в Харлемі був проведений міжнародний турнір за єдиними, розробленим в Нідерландах, правилам гри. Голландець Пітер Йон став першим президентом створеної в 1980 році Всесвітньою організації волейболу для інвалідів (англ. World Organisation Volleyball for Disabled - WOVD).
У 1981 році у Бонні відбувся перший офіційний чемпіонат Європи з волейболу сидячи за участю десяти команд. З 1983 року розігруються чемпіонати світу для чоловічих команд і з 1993 року — для жіночих. У 2004 році жіночий волейбол сидячи дебютував на Паралімпійських іграх.
Переможцями Паралімпійських ігор та чемпіонатів світу серед чоловіків ставали збірні Іран а,  Боснії і Герцеговини і  Нідерландів, у жінок три перемоги на Паралімпіадах здобула збірна  Китаю.